# The National Interest
The National Interest (в переводе с англ. — «национальный интерес») — американский консервативный журнал о международных отношениях, пишущий с точки зрения политического реализма. Печатная версия выходит один раз в два месяца.

## История
Журнал The National Interest был основан в 1985 году Ирвингом Кристолом, одним из видных представителей неоконсерватизма. До 2001 года главным редактором был англо-австралийский исследователь Оуэн Харрис.
В 1989 году тираж издания был около 6000 экземпляров. В 1989 году в The National Interest вышла статья Фрэнсиса Фукуямы под названием «Конец истории?». На тот момент Фукуяма был практически неизвестен вне круга профессиональных советологов. Публикация вызвала широкий отклик в мире. В ней говорилось о крахе коммунизма и об объединении мира вокруг экономической и политической модели Запада.
По мнению американского журналиста Дэвида Керкпатрика, в первую декаду своего существования журнал The National Interest был «центральным форумом для наиболее влиятельных консервативных мыслителей в области внешней политики»; в частности, он ввёл в политический язык термины «конец истории», «Запад и остальные» (англ. the West and the rest) и «геоэкономика».

### После смены владельца
В 2000 году партнёром по изданию The National Interest стал «Никсоновский центр» (с 2011 года называемый «Центром национальных интересов»), а в 2005 году центр целиком выкупил издание у National Affairs, Inc. В 2005 году Фукуяма и несколько членов коллектива издания покинули его из-за несогласия с политикой редакции и основали издание The American Interest.
В июне 2015 года, за несколько дней до выдвижения Дональдом Трампом своей кандидатуры на президентских выборах в США 2016 года, в The National Interest была опубликована статья «Медведь и слон» Марии Бутиной, в которой она заявляла, что для улучшения российско-американских отношений победу должен одержать кандидат от Республиканской партии. В апреле 2019 года Бутина была признана виновной в деятельности в качестве незарегистрированного агента иностранного правительства на территории США. Свою вину она признала добровольно. Статья Бутиной была опубликована с вводящим в заблуждение титулом автора, однако его не исправили, а статью не удалили после ареста Бутиной.
В июне 2020 года в The National Interest вышла статья Владимира Путина «The Real Lessons of the 75th Anniversary of World War II» (в русской версии — «75 лет Великой Победы: общая ответственность перед историей и будущим»). Российский историк Алексей Миллер назвал выбор издания странным, поскольку оно недостаточно авторитетно.

## Руководство
Издатель и главный исполнительный директор журнала — Дмитрий Саймс, американский политолог советского происхождения, специализирующийся на России. Он известен тем, что во времена СССР привёз бывшего президента США Ричарда Никсона на встречу с Михаилом Горбачёвым. С сентября 2018 года Саймс вместе с депутатом Государственной думы VI и VII созывов от «Единой России» Вячеславом Никоновым ведёт общественно-политическое ток-шоу «Большая игра» на российском Первом канале.
Редактор — Джейкоб Хельбрунн. Ранее писал для таких изданий как The New York Times, The Wall Street Journal и Los Angeles Times.

## Оценки деятельности
Факт-чекинговое издание Media Bias/Fact Check пишет, что издание придерживается политического реализма и потому склонно отвергать либеральную идеологию в вопросе международных отношений и придерживаться милитаристских позиций; в целом фактологичен, но использует заряженный язык и слегка предубеждено в консервативную сторону.
Российско-американский историк Юрий Фельштинский считает, что The National Interest занимается пророссийской пропагандой — в частности, он называет статью Бутиной «примитивным манифестом» и отмечает, что она была опубликована с вводящим в заблуждение титулом автора, однако его не исправили, а статью не удалили после ареста Бутиной.
Американский журналист Джеймс Керчик называет The National Interest и владеющую им организацию «двумя наиболее симпатизирующими Кремлю учреждениями в [Вашингтоне], даже более симпатизирующими ему, чем Московский центр Карнеги». Он отмечает, что издание печатает статьи Андраника Миграняна, расхваливающие Путина как «российского Рейгана» и «смелого лидера и провидца», а наблюдательный совет издания включает Алексея Пушкова, председателя Комитета Государственной думы по международным делам.
Американо-российский журналист Мэттью Боднер пишет, что The National Interest перепечатывает новости из ТАСС и РИА Новости, в которых со слов российских генералов и начальников ВПК рассказывается об изобретении Россией «чудо-оружия», а потом эти материалы перепечатываются в российских СМИ в качестве подтверждения продвинутости российского оружия западными СМИ.